# Primera División (Uruguay) 1937
Die Saison 1937 der Primera División war die 34. Spielzeit (die 6. der professionellen Ära) der höchsten uruguayischen Spielklasse im Fußball der Männer, der Primera División.
Die Primera División bestand in der Meisterschaftssaison des Jahres 1937 aus zehn Vereinen, deren Mannschaften in den insgesamt 90 Meisterschaftsspielen jeweils zweimal aufeinandertrafen. Es fanden 18 Spieltage statt. Die Meisterschaft gewann Peñarol Montevideo als Tabellenerster vor den zweit- und drittplatzierten Vereinen Nacional Montevideo und Montevideo Wanderers. Ein Absteiger wurde in jener Saison nicht ermittelt. Allerdings trug zunächst der Tabellenletzte Club Atlético Defensor gegen den Letztplatzierten der Saison 1936, Racing Club de Montevideo, eine Relegationsspiel aus. Racing, das mit einer 1:4-Niederlage als Verlierer aus der Partie hervorging, musste sodann eine Relegationsrunde um den Klassenverbleib gegen den Liverpool FC bestreiten, der sich als Meister der Divisional Intermedia 1937 qualifiziert hatte. Beide Mannschaften gewannen je ein Spiel mit 4:1. Im dritten Aufeinandertreffen behielt der Liverpool FC mit 1:0 die Oberhand und stieg in die Primera División auf. Dennoch durfte trotz der Niederlage auch Racing in der höchsten uruguayischen Spielklasse verbleiben, die zur nachfolgenden Saison auf elf Vereine aufgestockt wurde. Torschützenkönig wurde mit 16 Treffern Horacio Tellechea.

## Jahrestabelle
| Pl. | Verein                    | Sp. | S  | U | N  | Tore    | Diff. | Punkte |
| --- | ------------------------- | --- | -- | - | -- | ------- | ----- | ------ |
| 1.  | Peñarol Montevideo (M)    | 18  | 14 | 1 | 3  | 053:180 | +35   | 29     |
| 2.  | Nacional Montevideo       | 18  | 11 | 6 | 1  | 035:190 | +16   | 28     |
| 3.  | Montevideo Wanderers      | 18  | 9  | 3 | 6  | 033:220 | +11   | 21     |
| 4.  | River Plate               | 18  | 8  | 4 | 6  | 036:350 | +1    | 20     |
| 5.  | Rampla Juniors            | 18  | 6  | 6 | 6  | 034:320 | +2    | 18     |
| 6.  | Central                   | 18  | 5  | 4 | 9  | 029:370 | −8    | 14     |
| 7.  | Racing Club de Montevideo | 18  | 5  | 4 | 9  | 025:380 | −13   | 14     |
| 8.  | Bella Vista               | 18  | 4  | 5 | 9  | 029:360 | −7    | 13     |
| 9.  | Sud América               | 18  | 4  | 5 | 9  | 024:370 | −13   | 13     |
| 10. | Club Atlético Defensor    | 18  | 4  | 2 | 12 | 030:540 | −24   | 10     |

| (M) | Meister der vorangegangenen Saison |